# Merikare
Merikare (cũng là Merykare và Merykara) là một vị pharaon của Ai Cập cổ đại thuộc vương triều thứ 10, ông đã sống vào giai đoạn gần cuối thời kỳ Chuyển tiếp thứ Nhất. Tên của ông không được nhận diện trong bản danh sách vua Turin; đồng thời niên đại của ông cũng không chắc chắn.

## Triều đại
Theo nhiều học giả, ông đã cai trị vào giai đoạn cuối của vương triều thứ 10 theo sau triều đại lâu dài của vua cha khi ông đã ở độ tuổi trung niên của mình. Danh tính của vị tiên vương (người được gọi là "Khety III" và là tác giả nổi tiếng của Lời chỉ dạy dành cho vua Merikare) vẫn còn là một vấn đề gây tranh cãi giữa các nhà Ai Cập học. Một số học giả có khuynh hướng đồng nhất vị tiên vương của Merikare với Wahkare Khety. Những sebayt ("lời chỉ dạy", trong tiếng Ai Cập cổ) – có thể được sáng tác dưới triều đại của chính Merikare và được ngầm quy cho cha của ông – là một tập hợp các lời giáo huấn để cai trị tốt. Tác phẩm này còn đề cập tới khu vực biên giới phía đông, mới được củng cố gần đây nhưng vẫn cần sự chú ý của nhà vua. Trong tác phẩm này, người cha không được nhắc tên của Merikare đề cập tới việc đã cướp phá Thinis, nhưng ông lại khuyên Merikare đối xử một cách khoan dung hơn với những vùng đất phiền hà ở Thượng Ai Cập.
Ngay khi lên ngôi vua vào khoảng năm 2075 TCN, bản thân Merikare đã khôn ngoan khi chấp nhận sự tồn tại của hai vương quốc độc lập (vương quốc của phe Herakleopolis và phe Thebes) và cố gắng duy trì chính sách chung sống hòa bình được cha ông thực hiện.. Dường như giai đoạn hoà bình này đã mang lại một sự thịnh vượng nhất định cho vương quốc của Merikare. Một thời gian sau đó, đích thân vị pharaon này đã buộc phải ngược dòng sông Nile cùng với triều đình của mình trên một con thuyền lớn. Ngay khi ông tới được Asyut, nhà vua đã bổ nhiệm vị nomarch trung thành Khety II, người đã kế tục người cha đã khuất Tefibi của mình; ông còn tiến hành khôi phục lại ngôi đền Wepwawet ở địa phương. Sau đó, Merikare tiến xa hơn về thượng nguồn tới thị trấn Shashotep, có thể là để dập tắt một cuộc nổi dậy, và đồng thời như là một sự phô trương sức mạnh đối với những vùng đất bất ổn ở biên giới phía Nam.
Merikare qua đời vào khoảng năm 2040 TCN, một vài tháng trước khi Herakleopolis thất thủ. Dẫu vậy, có thể Mentuhotep II của vương triều thứ 11 đã giành được thắng lợi quyết định trước một vị vua cai trị ngắn ngủi, một người kế vị không rõ tên tuổi của Merikare.

## An táng

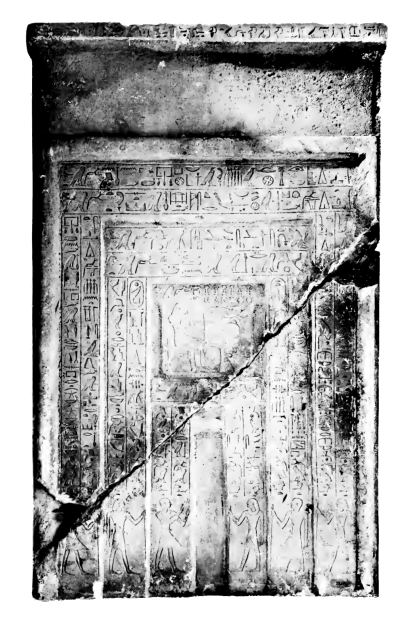
Tấm bia đá của Anpuemhat chứng thực cho giáo phái thờ cúng của Merikare ở Saqqara trong thời kỳ vương triều thứ 12.

Nhiều nguồn gợi ý rằng Merikare đã được an táng trong một kim tự tháp vẫn chưa được phát hiện ở Saqqara, nó được gọi là Phồn thịnh khi là nơi ở của Merikare và phải nằm gần với kim tự tháp của Teti thuộc vương triều thứ 6. Tước hiệu của các vị quan tham gia vào quá trình xây dựng của nó đã được ghi lại, bởi vì giáo phái tang lễ của ông đã tồn tại cho tới thời kỳ vương triều thứ 12; Thực vậy, đồ hình của Merikare xuất hiện trên những tấm bia đá của ít nhất bốn vị tư tế những người chịu trách nhiệm cho giáo phái tang lễ của Teti và Merikare trong thời kỳ Trung Vương quốc. Trong số đó có Gemniemhat, một người đã nắm giữ nhiều chức vụ quan trọng khác.

### Chứng thực
Merikare là người được chứng thực nhiều nhất trong số các vị vua Herakleopolis. Tên của ông xuất hiện trên:
- Lời chỉ dạy dành cho vua Merikare;
- một tấm bảng màu ký lục bằng gỗ thuộc về quan chưởng ấn Orkaukhety, được tìm thấy trong một ngôi mộ gần Asyut (cùng với một lò than dành cho Meryibre Khety) và ngày nay nằm tại bảo tàng Louvre;[4]
- Những dòng chữ khắc đến từ ngôi mộ của vị nomarch Khety II, ở Asyut;[4]
- chín tấm bia đá chứng thực cho sự tồn tại cho kim tự tháp của ông và giáo phái tang lễ của ông ở Saqqara.[3]

### Giả thuyết về một triều đại sớm hơn
Vào năm 2003 nhà Ai Cập học Arkadi F. Demidchik đưa ra giả thuyết cho rằng vị trí của Merikare bên trong triều đại này nên được xem xét lại. Theo ông ta, nếu Merikare trị vì vào giai đoạn diễn ra chiến dịch của Mentuhotep II thì kim tự tháp và giáo phái thờ cúng của ông có thể sẽ không tồn tại qua được cuộc chinh phục của phe Thebes; Mặt khác, Merikare có khả năng sẽ không thể thu thập được đá granite từ phía Nam như được đề cập tới trong Những lời chỉ dạy. Demidchik còn lập luận rằng trận chiến vì Thinis đã được Tefibi và Merikare đề cập tới là cùng một trận chiến trước vị vua Thebes Wahankh Intef II, do vậy gợi ý rằng triều đại của Merikare đã diễn ra trước đó vài thập kỷ khi quyền lực của vương triều thứ 10 đang ở thời điểm đỉnh cao của nó.